# Breeza
Breeza är en ort i Australien. Den ligger i kommunen Gunnedah och delstaten New South Wales, i den sydöstra delen av landet, omkring 300 kilometer norr om delstatshuvudstaden Sydney. Antalet invånare är 134.
Runt Breeza är det mycket glesbefolkat, med 2 invånare per kvadratkilometer.. 
Trakten runt Breeza består till största delen av jordbruksmark. Genomsnittlig årsnederbörd är 898 millimeter. Den regnigaste månaden är februari, med i genomsnitt 160 mm nederbörd, och den torraste är oktober, med 18 mm nederbörd.